# U 28 (U-Boot, 1914)
U 28 war ein U-Boot, das für die deutsche Kaiserliche Marine gebaut wurde.

## Bau und Indienststellung
Das Boot war ein sogenanntes Zweihüllenboot, welches als Hochseeboot in einem Amtsentwurf konzipiert wurde.  Der Auftrag zum Bau dieses U-Bootes wurde am 19. Februar 1912 der Kaiserlichen Werft in Danzig erteilt. Der Stapellauf erfolgte am 30. August 1913. Die Indienststellung erfolgte am 26. Juni 1914 unter dem Kommando von Kapitänleutnant Freiherr von Forstner.

## Technik
Das U-Boot war 64,7 m lang, 6,32 m breit und hatte einen Tiefgang von 3,48 m sowie eine Verdrängung von 669 Tonnen über und 864 Tonnen unter Wasser. Die Besatzung bestand aus 35 Mann, wovon vier Offiziere waren. Die Maschinen für die Überwasserfahrt waren zwei Sechs-Zylinder-Viertakt-Dieselmotoren von MAN mit zusammen 1.471 kW (2.000 PS). Zur Unterwasserfahrt kamen zwei AEG-Doppel-Modyn-Elektromotor mit 880 kW (1.200 PS) zum Einsatz. Damit waren Geschwindigkeiten von 16,7 kn (über Wasser) bzw. 9,8 kn (unter Wasser) möglich. Der Aktionsradius betrug bis zu 8420 NM bei Überwasserfahrt. Bei getauchter Fahrt mit 5 kn wurden 85 NM erreicht bei einer maximalen Tauchtiefe von 50 Meter. Als Höchstgeschwindigkeit in aufgetauchter Fahrt werden 16,7 kn angegeben, getaucht 9,8 kn. Die sechs mitgeführten Torpedos konnten über zwei Bug- und zwei Heckrohre verschossen werden, ebenso waren zwei L/30 8,8-cm-Schnellfeuergeschütze eingebaut.

## Einsätze und Verbleib
U 28 unternahm insgesamt 17 Feindfahrten, auf denen es 39 Handelsschiffe mit einer Gesamttonnage von 93.782 BRT versenkte. Nach anderen Quellen waren es 40 Schiffe mit 90.126 BRT. Drei Schiffe mit 14.976 BRT wurden beschädigt und zwei Schiffe mit 3.226 BRT als Prise aufgebracht.

Die Falaba im Moment des Torpedotreffers, links im Vordergrund das Heck von U 28

Am 28. März 1915 versenkte U 28 im St.-Georgs-Kanal den britischen Passagierdampfer Falaba (4.806 BRT), wobei 104 Menschen ums Leben kamen. Unter den toten Passagieren befand sich das erste US-amerikanische Todesopfer im Ersten Weltkrieg, was zu Spannungen zwischen den Vereinigten Staaten und dem Deutschen Reich führte.
Am 2. September 1917 torpedierte U 28 im getauchten Zustand das britische Frachtschiff Olive Branch (4.649 BRT), das vor dem Nordkap auf seiner Fahrt nach Archangelsk angegriffen wurde. Nachdem der Frachter durch einen Torpedo beschädigt und gestoppt worden war, ließ die Besatzung der Olive Branch die Beiboote zu Wasser und brachte sich in Sicherheit. Das U-Boot tauchte auf und Kapitänleutnant Schmidt befahl, die Versenkung per Deckgeschütz zu vollenden. Bereits der zweite Schuss brachte transportierte Munition im Frachtraum des Schiffes zur Explosion. Durch die Luft schnellende Trümmer der Olive Branch beschädigten das in der Nähe liegende U-Boot so schwer, dass es selbst zu sinken begann. Auf ähnliche Weise ging auch das deutsche U-Boot U 132 im Zweiten Weltkrieg verloren, das ebenfalls durch die Explosion eines torpedierten Munitionstransportes sank. Einigen U-Boot-Fahrern gelang noch rechtzeitig der Ausstieg. Da sie jedoch von den britischen Seeleuten in den Beibooten nicht gerettet wurden, kamen alle 39 U-Boot-Fahrer einschließlich des Kommandanten zu Tode. Als ungefähre Untergangsstelle gelten folgende Koordinaten: 72° 24′ N, 27° 56′ O.

### Versenkte Schiffe (Auswahl)
Die folgende Liste enthält Schiffe mit einer Tonnage von mehr als 1000 Bruttoregistertonnen, die von U 28 versenkt wurden:
1. Niederländischer Dampfer Medea (1.235 BRT) am 25. März 1915[13]
2. Britischer Ozeandampfer Aguila (2.144 BRT) am 27. März 1915[14]
3. Britischer Dampfer South Point (3.837 BRT) am 27. März 1915[15]
4. Britischer Dampfer Vosges (1.295 BRT) am 27. März 1915[16]
5. Britischer Dampfer Flaminian (3.440 BRT) am 29. März 1915[17]
6. Britischer Dampfer Crown Of Castile (4.505 BRT) am 30. März 1915[18]
7. Britischer Dampfer Iberian (5.223 BRT) am 30. Juli 1915[19]
8. Britischer Dampfer Benvorlich (3.381 BRT) am 1. August 1915[20]
9. Britischer Dampfer Clintonia (3.830 BRT) am 1. August 1915[21]
10. Belgischer Dampfer Koophandel (1.736 BRT) am 1. August 1915[22]
11. Britischer Transporter Ranza (2.320 BRT) am 1. August 1915[23]
12. Britischer Dampfer Costello (1.591 BRT) am 3. August 1915[24]
13. Kanadischer Dampfer Midland Queen (1.993 BRT) am 4. August 1915[25]
14. Norwegischer Dampfer Norne (1.224 BRT) am 26. März 1916[26]
15. Britischer Dampfer Rio Tiete (3.042 BRT) am 28. März 1916[27]
16. Britischer Dampfer Trewyn (3.084 BRT) am 30. März 1916[28]
17. Spanischer Dampfer Vigo (1.137 BRT) am 31. März 1916[29]
18. Britisches Segelschiff Bengairn (2.127 BRT) am 1. April 1916[30]
19. Norwegischer Dampfer Fridtjof Nansen (2.190 BRT) am 29. Mai 1917[31]
20. Britischer Dampfer Merioneth (3.004 BRT) am 3. Juni 1917[32]
21. Britischer Dampfer Marie Elsie (2.615 BRT) am 10. Juni 1917[33]
22. Britischer Dampfer Perla (5.355 BRT) am 10. Juni 1917[34]
23. Britischer Dampfer Hidalgo (4.271 BRT) am 28. August 1917[35]
24. Britischer Dampfer Whitecourt (3.680 BRT) am 28. August 1917[36]
25. Russischer Dampfer Marselieza (3.568 BRT) am 28. August 1917[37]
26. Russischer Dampfer Dront (3.488 BRT) am 1. September 1917[38]

## Kommandanten
| Dienstgrad      | Name                                | von             | bis               |
| --------------- | ----------------------------------- | --------------- | ----------------- |
| Kapitänleutnant | Freiherr Georg-Günther von Forstner | 1. August 1914  | 14. Juni 1916     |
| Kapitänleutnant | Otto Rohrbeck                       | 15. Juni 1916   | 4. August 1916    |
| Kapitänleutnant | Degenhart Freiherr von Loë          | 5. August 1916  | 14. Januar 1917   |
| Kapitänleutnant | Georg Schmidt                       | 15. Januar 1917 | 2. September 1917 |